# Natale Mussini
Natale Mussini (Bergamo, 1765 – Firenze, 20 giugno 1837) è stato un compositore e maestro di cappella italiano.
Figlio di Andrea Mussini, esponente di spicco della musica di età napoleonica, scrisse varie composizioni tra cui
- Wie der Tag mir schleichet
- Voi che il mio cor sapete
- Souvent l'amour nous prouve son empire
- Ah ingrato m'inganni
- Aure amiche ah non spirate
- Già la notte si avvicina
- Pastorella al prato
- Six sonates à deux violons, œuvre 3e, pubblicato a Parigi da Boyer circa nel 1790.

## Biografia
Natale e la sua famiglia abitarono per diversi anni a Firenze, in una casa appartenente al convento dei Servi di Maria della SS. Annunziata (il cosiddetto Palazzo Osmond). Dal 1833 la casa fu affittata dai religiosi dallo stesso Natale e dal 1843 a nome del figlio, il cavaliere Cesare Mussini. L'affitto venne pagato fino al 1865. Dopo le vicende della soppressione degli Ordini religiosi da parte dello Stato Italiano (1866-1867), la casa fu espropriata dallo Stato, e oggi fa parte del complesso della Facoltà di Chimica dell'Università di Firenze (via Gino Capponi). Nel registro dei Morti della Parrocchia della SS. Annunziata troviamo ricordata la morte di Natale alle 3 di sera del 20 giugno 1837. Aveva 68 anni, ed era definito possidente. Fu sepolto nel Chiostro Grande della SS. Annunziata il 21 giugno e a tutt'oggi lo ricorda una bella lapide in marmo bianco con il suo ritratto scolpito sopra.

## La famiglia Mussini – Sarti
Giuliana Sarti fu la moglie di Natale Mussini. Secondo il registro della parrocchia citato, morì alle ore 10 di sera del 15 novembre 1842, a 66 anni. Definita benestante, era figlia di Giuseppe Sarti e di Camilla Pasi.
Giuseppe Sarti, fu anche lui un noto musicista. Nato a Faenza nel 1729 e discepolo del padre Giovanni Battista Martini a Bologna, fu maestro di cappella alla corte di Copenaghen, a Venezia, nel Duomo di Milano, e dal 1784 al 1787 alla corte di Caterina II di Russia. Protetto da Potëmkin, fondò una scuola di musica nella Piccola Russia (Ucraina). Lasciò Pietroburgo dopo l'uccisione dell'imperatore Paolo I. Morì a Berlino nel 1802, in viaggio verso l'Italia, mentre era in visita dalla figlia Giuliana che aveva sposato Natale Mussini, maestro di Cappella della Regina Madre, la vedova di Federico Guglielmo II di Prussia. Opere di Giuseppe sono Giulio Sabino, Armida e Rinaldo e varia musica d'occasione.
Cesare Mussini, figlio di Natale e di Giuliana, nacque a Berlino nel 1804. Allievo di Pietro Benvenuti, fu apprezzato pittore, professore dell'Accademia delle Belle Arti di Firenze, e ritenuto l'unica persona che conservasse la formula dei più bei colori ad olio degli antichi maestri. Un suo quadro di S. Giovanni Battista decollato si trova nella Sagrestia del convento dei Servi di Maria di Montesenario. Nelle Memorie di quel convento si ricorda che Cesare vi transitò in visita il 18 giugno 1849. Morì a Barga nel 1879.
Luigi Mussini, suo fratello, nacque anch'egli a Berlino nel 1813 e fu allievo del Benvenuti. Da taluni è ritenuto un pittore migliore del fratello. Si ispirò ai maestri del Quattrocento e nel 1844 aprì una scuola a Firenze: furono suoi discepoli Silvestro Lega e Michele Gordigiani (anch'egli figlio di musicista). Tra i suoi dipinti, un ritratto a olio postumo del nonno Sarti. Morì a Siena nel 1888.
Giulia Mussini, loro sorella, fu maestra di musica. Secondo il registro della Parrocchia citato, morì alle 5 del mattino del 26 novembre 1845, a 36 anni. Sposata con Giovanni Huber di Milano, al momento della morte non conviveva con il marito.